# Anton Ohorn
Anton Joseph Ohorn (født 22. juli 1846 i Theresienstadt, død 1. juli 1924 i Chemnitz) var en tysk forfatter.
Ohorn var først præmonstratensermunk, hvor han studerede teologi og filosofi. I 1872 gik han over til protestantismen og valgte at uddanne som som lærer i litteratur, hvilket han blev færdig med i 1877. Han blev herefter ansat ved Gewerbeakademie i Chemnitz. 
Han har udgivet mange ungdomsskrifter, folkefortællinger — blandt andet Der Klosterzögling (1875) — og dramatiske arbejder, af hvilke munkedramaet Die Brüder von St. Bernhard (1904) fik stor succes i Tyskland. Den danske opførelse på Folketeatret i København opnåede dog ikke samme popularitet.

## Værker
- Der Dorfengel (1872)
- Der fliegende Holländer (1873)
- Grundzüge der Litteraturgeschichte (1874)
- Kaiser Rotbart
- Der Uhrmacher von Straßburg (1876)
- Der Klosterzögling (1875)
- Die Tochter Judas (1879)
- Wanderungen in Böhmen (1879)
- Der letzte Staufe
- Im Lotto des Lebens (1882)
- In czechischen Wettern. Ein deutsches Lied aus Böhmens Hauptstadt (1884)
- Der Pfaffe Amis (1883)
- Emir, der weiße Pascha im Sudan (1891)
- Das Buch vom eisernen Kanzler (1894)
- Rübezahl (1896)
- Deutsches Dichterbuch. Lebensbilder aus der deutschen Literaturgeschichte (1897)
- Unlösbar skuespil i tre akter. Uropførelse den 20. April 1906 på Deutschen Volkstheater i Wien
- Der weisse Falke (1908)
- Der Siebenbürger (1910)
- Deutsch und treu (1917)
- Mein Deutsch-Böhmen (1918)
- Aus Kloster und Welt - Das Buch meines Lebens (1919)
- Deutsch-Österreich auf ewig deutsch (1919)